# Château de La Tour-de-Peilz

Le château de La Tour-de-Peilz est une forteresse médiévale, aujourd'hui Musée suisse du jeu, situé à La Tour-de-Peilz, dans le canton de Vaud en Suisse.

## Le château primitif des seigneurs de la Tour
Cité en 1160, Philippe de La Tour de Vevey est le premier seigneur de ce lignage connu. Un tel patronyme signifie assurément que la famille seigneuriale qu’il qualifie possède un château, dont l’élément caractéristique est sa tour principale. Le site conserve encore les restes de cette tour soit les parties basses de deux gros murs, côté lac, lesquels contiennent actuellement le jardin suspendu qui s’étend au sud-est du grand corps de logis résidentiel. C’est assurément le noyau le plus ancien de l’ensemble construit. Par ses amples dimensions (16,5 m x 11,5 m) cette tour ne servait pas seulement de refuge mais abritait une partie de la résidence seigneuriale. On peut imaginer sa hauteur totale entre 16 et 22 m. En un deuxième temps, sans doute durant la première moitié du XIIIe siècle, cette tour aurait été dédoublée par un corps de logis plus spacieux, soit une aula (grande salle), dont le gros œuvre occupe environ les 2/3 du logis actuel.

## Le château des comtes de Savoie
En 1250, Philippe de la Tour vend à Philippe de Savoie ses droits sur La Tour-de-Peilz et celui-ci devient, par conséquent, propriétaire du château.
Dans les années 1280, les comtes Philippe puis Amédée V de Savoie flanquent l’enceinte de deux tours circulaires. L’aula est agrandie vers le nord-ouest pour abriter les appartements privés du seigneur, soit la camera domini (chambre du seigneur). En contact avec cette camera domini, un nouveau corps de logis est construit : il abrite la chapelle seigneuriale. La grande tour quadrangulaire n’est pas abandonnée mais abrite notamment une chambre chauffée qu’un haut mur isole de la cour du château.
Les tours circulaires ne sont pas le seul élément défensif nouveau apparu avec les Savoie. Ces derniers entourent la totalité de l’édifice d’une seconde enceinte basse, soit des murs de braies. Ces murs définissent avec les courtines du château une zone de circulation défensive extérieure appelée lices. Ces braies sont en partie conservées mais sont devenues de simples murs de soutènement ou de limites de propriété. En outre, les fossés ont certainement été élargis ; complètement inondés par les eaux du lac, ils faisaient du château de la Tour, à l’instar de Chillon, une véritable île, bien protégée. L’accès principal au château ne se faisait pas comme aujourd’hui par le portail placé au pied de la tour nord-ouest mais par la rue du Château, plus au nord. Un pont franchissait le fossé dans sa plus grande largeur.
Aujourd’hui encore, force est de constater que le terrain situé au nord-est et à l’est des fossés n’est pas bâti. Ce fait s’explique par la volonté des Savoie de faire de ce secteur une zone de dégagement défensif pour le château, en éloignant les maisons du bourg. Cette zone abritait alors les vergers du château mais, avant l’arrivée des Savoie, c’est certainement à cet endroit qu’il faut localiser la première agglomération de la Tour-de-Peilz, soit un bourg primitif construit à proximité et sous la protection du château seigneurial.

## De 1536 à nos jours
Certainement incendié durant les Guerres de Bourgogne, le château, qui est récupéré par les Bernois en 1536, connaît un état d’abandon. Le grand corps de logis n’a plus de toiture. Les nouveaux propriétaires n’occupent que la tour circulaire nord-est, qui sert alors de prison. Dans sa proximité se trouvait un petit bâtiment qui abritait le local de la « question », soit le lieu où l’on instruisait le procès des condamnés.
En 1749, Berne vend l’ensemble du château à Jean Gressier, un riche Français « inspecteur des travaux et fortifications du Roy » ayant complété sa fortune dans les colonies, notamment en Guadeloupe. Ce dernier va faire de l’édifice une demeure privée. Il réhabilite le grand corps de logis qu’il fait percer de ses fenêtres actuelles selon l’ordonnance classique alors en vigueur. Côté cour, une bonne partie de la façade est intégralement reconstruite. Les fossés sont en partie comblés et les lices côté lac transformées en terrasse d’agrément. Pour bénéficier d’un meilleur ensoleillement, Gressier fait abattre la grande tour quadrangulaire.
Actuellement, si l’on s’approche du château depuis la ville, c’est l’aspect médiéval du bâtiment qui s’impose, caractérisé par la présence des anciens fossés qui précèdent une haute et forte muraille, flanquée de deux tours circulaires de la fin du XIIIe siècle. En revanche, vu depuis le lac, le corps de logis présente une sobre et élégante façade classique qui se devinait jusqu’il y a peu derrière une rangée de vieux peupliers d’Italie. De ce côté, l’édifice s’apparente aux nombreuses résidences d’été des milieux aisés, aux « campagnes » comme on disait alors, qui ont essaimé sur les bords du lac Léman dès le XVIIIe siècle.
Les deux tours d'angle, l'enceinte, les remparts et les fossés sont classés monuments historiques en 1973 et le Château est acheté en 1979 par la commune de La Tour-de-Peilz à la suite d'une votation populaire. Les dispositions intérieures d’origine du logis se voient actuellement surtout au rez-de-chaussée (boiseries, poêles en céramique), où sont organisées des réceptions. L’étage et les combles, quant à eux, ont été transformés lors de l’installation du Musée suisse du jeu, en 1987, qui occupe toujours les lieux à ce jour,,.
Le château est classé à l'Inventaire suisse des biens culturels d'importance régionale.